# Дендропарк ім. А. Тарнавського
Дендропа́рк і́мені А. Тарна́вського (Косівський дендропарк) — дендрологічний парк місцевого значення в Україні. Розташований у межах Косівського району Івано-Франківської області, в південно-східній частині міста Косів (у минулому — частина села Смодна). 
Площа 4 га. Статус надано згідно з розпорядженням облдержадміністрації від 15.07.1996 року № 451. Перебуває віданні у санаторію «Косів». 
Денропарк закладений у 1880 році стараннями лікаря Аполлінарія Тарнавського на території санаторію, розташованого на правобережжі річки Рибниці. Зростає унікальне колекція дерев та чагарників — 729 екземплярів 44 видів рослин. Є чимало інтродукованих видів, серед них: гінкго дволопатеве, тюльпанове дерево, кипарисовик горіхоплідний, платан кленолистий, сосна Веймутова, сосна чорна, магнолія Суланжа, псевдотсуга Мензіса та інші. На території дендропарку встановлена інформаційна таблиця, при багатьох деревах поміщено таблички з їхньою назвою та місцем походження. На адміністративному корпусі санаторію встановлена меморіальна дошка на честь засновника парку — А. Тарнавського. 
У 2010 році дендропарк ввійшов до складу регіональноно ландшафтного парку «Гуцульщина».